# ガッチャ☆ゴセイジャー TYPE 2 REMIX/天装戦隊ゴセイジャー
「ガッチャ☆ゴセイジャー TYPE 2 REMIX / 天装戦隊ゴセイジャー」（ガッチャ・ゴセイジャー タイプ・ツー・リミックス / てんそうせんたいゴセイジャー）は、高橋秀幸 (Project.R) / NoB (Project.R) によるシングル。2010年4月21日に、コロムビアミュージックエンタテインメントから発売された。

## 概要
テレビ朝日系特撮テレビドラマ『天装戦隊ゴセイジャー』主題歌を収録した2枚目のシングル。
表題曲「ガッチャ☆ゴセイジャー TYPE 2 REMIX」は同番組のエンディングテーマ。先にリリースされた「ガッチャ☆ゴセイジャー」のリミックスバージョンである。epic8から使用されていた。
また当初は、期間限定での使用予定だったが、当初の予定より頻度が上がり使用された。
なお、「ガッチャ☆ゴセイジャー」のリミックスバージョンは本作のほか、「ガッチャ☆ゴセイジャー TYPE II 護星天使バージョン」、「ガッチャ☆銀幕 〜ゴセイジャーVSシンケンジャー〜」が存在する。

## 収録曲
1. ガッチャ☆ゴセイジャー TYPE 2 REMIX (4:08)
歌：高橋秀幸 (Project.R)
作詞：藤林聖子 / 作曲：岩崎貴文 / 編曲：大石憲一郎
2. 天装戦隊ゴセイジャー (4:21)
歌：NoB (Project.R)
作詞：吉元由美 / 作曲：YOFFY / 編曲：籠島裕昌
3. ガッチャ☆ゴセイジャー TYPE 2 REMIX（オリジナル・カラオケ）(4:08)
4. ガッチャ☆ゴセイジャー（テレビサイズ）(1:17)